# Arethaea gracilipes
Arethaea gracilipes är en insektsart som först beskrevs av Thomas, C. 1870.  Arethaea gracilipes ingår i släktet Arethaea och familjen vårtbitare.

## Underarter
Arten delas in i följande underarter:
- A. g. cerciata
- A. g. gracilipes
- A. g. papago